# Nomen nudum
Nomen nudum is een term uit de taxonomie, letterlijk een "blote naam", nudus betekent bloot. Deze wordt in de zoölogische nomenclatuur in twee betekenissen gebruikt. 
1. In de eerste plaats in informele zin, en wel voor een 'naam' die om welke reden dan ook niet formeel gepubliceerd is.
2. In de tweede plaats in formele zin, en wel voor een 'naam' die niet formeel gepubliceerd is, omdat een beschrijving, definitie, of verwijzing daarnaartoe van het taxon ontbreekt. De aanwezigheid van een beschrijving of definitie in de publicatie, of een verwijzing naar een beschrijving of definitie, is verplicht wil een naam formeel gepubliceerd kunnen worden, tenzij het om een nomen novum gaat. De International Code of Zoological Nomenclature heeft wat dit betreft aparte regels voor namen gepubliceerd vóór 1931[1] en voor namen gepubliceerd na 1930[2]. De regels voor namen gepubliceerd vóór 1931 zijn uiteraard minder strikt en staan nog wat grijze gebieden toe. Zo was het vóór 1931 toegestaan om, zeg, de naam van een familie te publiceren en daarbij alleen te verwijzen naar de naam van een genus (het "type genus"), terwijl na 1930 er wel degelijk een beschrijving of definitie aangeleverd moet worden.

De term moet niet verward worden met nomen dubium.
nomen ambiguum · nomen conservandum · nomen correctum · nomen dubium · nomen oblitum · nomen novum · nomen nudum
 homoniem · protoniem · synoniem (dierkunde)